# Alan Minter
Alan Minter (ur. 17 sierpnia 1951 w Bromley, zm. 9 września 2020 w Guildford) – brytyjski bokser, medalista igrzysk olimpijskich, były zawodowy mistrz świata w wadze średniej.

## Kariera w boksie amatorskim
Wystąpił w wadze lekkośredniej (do 71 kg) na mistrzostwach Europy juniorów w 1970 w Miszkolcu, ale przegrał pierwszą walkę z późniejszym triumfatorem Wiaczesławem Lemieszewem ze Związku Radzieckiego. Na mistrzostwach Europy w 1971 w Madrycie odpadł w ćwierćfinale wagi średniej (do 75 kg) po przegranej z Hansem-Joachimem Brauske z Niemieckiej Republiki Demokratycznej.
Zdobył brązowy medal w kategorii lekkośredniej na igrzyskach olimpijskich w 1972 w Monachium po wygraniu trzech walk (kolejno z: Reginaldem Forderm z Gujany, Walerijem Triegubowem z ZSRR i Loucifem Hamanim z Algierii) i nieznacznej przegranej w półfinale z późniejszym złotym medalistą Dieterem Kottyschem z Republiki Federalnej Niemiec.
Był amatorskim mistrzem Anglii w wadze średniej w 1971.

## Kariera w boksie zawodowym
Przeszedł na zawodowstwo w 1972. Walczył w wadze średniej. W 1975 zdobył wakujący tytuł zawodowego mistrza Wielkiej Brytanii w tej kategorii po pokonaniu Kevina Finnegana. Obronił ten pas wygrywając z olimpijczykiem z 1972 Billem Knightem i ponownie z Finneganem w 1976. W grudniu tego roku pokonał mistrza olimpijskiego z 1972 w wadze lekkopółśredniej Raya Sealesa.
4 lutego 1977 w Mediolanie zdobył tytuł mistrza Europy (EBU) w tej kategorii nokautując Germano Valsecchiego. Przegrał w tym roku z mistrzem olimpijskim z 1968 w wadze lekkiej Ronnie Harrisem i wygrał z byłym zawodowym mistrzem świata Emile’em Griffithem, a 21 września stracił tytuł mistrza Europy po przegranej przez techniczny nokaut w 8. rundzie z Gratienem Tonną. W listopadzie odzyskał tytuł mistrza Wielkiej Brytanii wygrywając po raz trzeci z Kevinem Finneganem.
19 lipca 1978 w Bellaria zmierzył się w walce o wakujący tytuł mistrza Europy EBU z Angelo Jacopuccim. Zwyciężył przez nokaut w 12. rundzie. Jacopucci zmarł wskutek obrażeń odniesionych w tej walce trzy dni później. Minter obronił pas EBU wygrywając z Gratienem Tonną w listopadzie 1978, a w 1979 z niego zrezygnował.
6 marca 1980 w Las Vegas zdobył tytuł mistrza świata federacji WBA i WBC w kategorii średniej wygrywając niejednogłośnie na punkty z dotychczasowym mistrzem Vito Antuofermo. W walce rewanżowej 28 czerwca tego roku w Londynie pokonał Antuofermo przez poddanie w 8. rundzie. Stracił tytuł mistrzowski 27 września 1980 w Londynie, kiedy to Marvin Hagler pokonał go przez techniczny nokaut w 3. rundzie. Stoczył potem jeszcze trzy walki. Ostatnią, o tytuł mistrza Europy EBU, przegrał z Tonym Sibsonem 15 września 1981.